# Anarkismo.net
Anarkismo.net是一个国际新闻评论网站，持无政府共产主义、纲领主义和“特别主义”立场。该网站创建于2005年5月1日。该网站自启动以来，已经发表了2万多篇用不同语言撰写的文章。该网站由一个代表来自不同国家的多个无政府主义组织的集体管理。围绕该网站，实际上已出现一个类似于国际组织的架构。

## 参与组织
| 国家     | 组织                           |
| -------- | ------------------------------ |
|          | 墨尔本无政府共产主义团体       |
| 巴西     | 里约热内卢无政府主义联合会     |
| 巴西     | 高乔无政府主义联合会           |
| 巴西     | 自由意志社会主义无政府主义组织 |
| 加拿大   | 共同事业                       |
| 加拿大   | 大草原斗争组织                 |
| 哥伦比亚 | 分叉无政府主义团体             |
| 哥伦比亚 | 自由道路自由意志团体           |
| 丹麦     | 自由意志社会主义者             |
| 法國     | 自由意志替代                   |
| 法國     | 无政府主义者团体协调           |
| 爱尔兰   | 工人团结运动                   |
| 義大利   | 无政府共产主义者联合会         |
| 挪威     | 反政权                         |
| 南非     | 斗争无政府共产主义阵线         |
| 瑞士     | 温特图尔自由意志行动           |
| 瑞士     | 自由意志社会主义组织           |
| 乌拉圭   | 乌拉圭无政府主义联合会         |
| 美国     | 黑玫瑰无政府主义联合会         |
|          | 自由意志共产主义团体           |